# 막스 마이어
막시밀리안 "막스" 마이어(Maximilian "Max" Meyer, 1995년 9월 17일 노르트라인베스트팔렌주 오버하우젠 ~ )는 독일의 축구 선수로 현재 스위스 슈퍼리그의 FC 루체른에서 미드필더로 활동 중이며 2016년 하계 올림픽 은메달리스트이다.

## 클럽 경력
2013년 FC 샬케 04에서 프로에 입문한 뒤 2018년까지 6시즌동안 146경기 17골로 2017-18 시즌 준우승, DFB-포칼 2017-18 시즌 4강 진출, 3시즌 연속 UEFA 챔피언스리그 16강 진출, 2016-17년 UEFA 유로파리그 8강 진출 등에 기여했다.
그 뒤 2018년 8월 2일 잉글랜드 프리미어리그의 크리스털 팰리스 FC로 이적하여 2021년까지 통산 46경기 1골의 기록을 남겼고 2021년 1월 25일 1. FC 쾰른 이적을 통해 3년만에 분데스리가로 복귀했다.

## 국가대표팀 경력
2009년부터 2017년까지 독일 연령대별 국가대표팀에서 58경기 24골을 터뜨리며 2012년 UEFA U-17 축구 선수권 대회 준우승 및 득점왕, 2016년 하계 올림픽 은메달, 2017년 UEFA U-21 축구 선수권 대회 우승 등의 성과를 남겼고 2014년 5월 13일 2014년 FIFA 월드컵 예비 명단에 이름을 올린 후 폴란드와의 친선 경기에서 국제 A매치 데뷔전을 치렀으며 후반 31분 막시밀리안 아르놀트와 교체되었다. 이후 2016년 10월 31일 핀란드와의 친선 경기에서 A매치 데뷔골을 터뜨리며 팀의 2-0 완승에 일조했다.